# 中村竜
中村 竜（なかむら りゅう、1976年9月11日 - ）は、日本のプロサーファー・写真家・俳優である。神奈川県鎌倉市出身。身長170cm。体重60kg。血液型A型。特技は素潜り。所属事務所は、アミューズ→ボーテ・アジアティック・ジャポン→アミューズ。

## 略歴
鎌倉市立御成小学校卒業。定時制高校中退。
中学1年から、サーフィンを始める。インターナショナルグロメットのアンダー16で日本代表選手でインドネシアはバリ島の大会に出場した。全日本大会のジュニア部門で優勝するなどし、それをきっかけに1993年に「キリンレモンセレクト」のCMに出演その際にアミューズにスカウトされ、1994年にドラマ『アリよさらば』で俳優デビュー。サーフィンを続けながら、1996年のドラマ『白線流し』ではメインキャストの富山慎司役で出演し注目を集める。
2000年、サーフィンのプロテストに合格し、翌年からプロサーファーとして世界を拠点に活躍している。その傍ら、サーファーズアイテムブランド「Zeji」の展開、実兄と手作り和風家具ショップ「和楽」プロデュース、2005年ブッダーワークスからサーフムービー「MUNE-KATA-ATAMA」をリリース、2006年5月には自身が世界各地で撮った写真による写真展「entrance」の開催など活動は多岐に渡る。俳優としての活動もこれらに合わせて続けている。
2006年1月23日に、モデルの田熊ゆいと入籍したことを自身の公式ホームページで発表した。同年のゴールデンウイークにハワイ・オアフ島で結婚式を行った。
2007年には自身がディレクターを務める、MAGICNUMBERを誕生させ、今日まで人気ブランドとして注目を集める。
2007年4月19日午後7時47分、田熊との間に3540グラムの健康な男児が誕生した。名前は源（げん）。
2013年2月18日、次男が誕生。名前は滉(こう)。
2009年からはH.L.N.Aの代表取締役、REEF / IPD の日本総代理店代表も務める。
2014年まではアミューズに所属していた。

## 出演

### テレビドラマ
- アリよさらば（1994年4月15日〜7月1日、TBS）倉田進 役 ※第3話の主役
- 白線流しシリーズ（フジテレビ）富山慎司 役
  - 白線流し（1996年1月11日〜3月21日）
  - 白線流し 〜19の春（1997年8月8日）
  - 白線流し 〜二十歳の風（1999年1月15日）
  - 白線流し 〜旅立ちの詩（2001年10月26日）
  - 白線流し 〜二十五歳（2003年9月6日）
  - 白線流し・最終章 〜夢見る頃を過ぎても（2005年10月7日）
- オレゴンから愛’96ラブレター （1996年9月6日、フジテレビ）※加藤晴彦と兄弟役で出演
- ボーイハント（1998年7月6日〜9月21日、フジテレビ）南川涼介 役
- コード・ブルー -ドクターヘリ緊急救命-新春スペシャル（2008年、フジテレビ）杉田 役
- おひさま（2011年、NHK）秦野康彦 役
- 私が恋愛できない理由（2011年、フジテレビ）木崎俊哉 役
- 大河ドラマ 平清盛 第45・46話（2012年、NHK）山木兼隆 役
- 空飛ぶ広報室 第10話（2013年、TBS）島崎 役

### 映画
- アトランタ・ブギ（1996年11月9日、アミューズ）ぴあを読んでいるカップルの役
- LONG CARAVAN（2009年）三船大介（大ちゃん） 役
- セデック・バレ（2011年）後藤中隊長 役

### テレビ番組
- 世界ウルルン滞在記 シリーズ（MBS）
  - パプアの森の男やもめに中村竜が出会った（1999年10月31日）
  - ブラジル、イルカ漁の家族に中村竜が出会った（2002年5月26日）
  - 人恋しくて…再会スペシャル「パプアの再婚お父さんに中村竜が再び出会った」（2002年9月29日）
- 彼らの海Ⅱ（2000年2月20日、フジテレビ）※ドキュメンタリー番組
- 常夏ガール 『長谷川理恵と湘南サーフィン』（2003年10月12日、テレビ東京）[3]
- 私的チャイナビ（2006年、TBS）
- 地球感動配達人 走れ!ポストマン（2008年、MBS）※ポストマンとしてキューバへ
- テレビ朝日 開局50周年記念特別番組「地球危機2008〜何気なく暮らしている人たちへ〜」（2008年、テレビ朝日）
- 極上空間 第406回（2019年2月23日、BS朝日）※酒井美紀と白線流しの同窓会

### CM
- キリンレモンセレクト（1993年6月、キリンビバレッジ）
- カラオケ向上計画（1995年、ジョイサウンド）※オナペッツと共演
- 夏男・夏女ユース篇（1995年、コカ・コーラ）
- ザウルスの虜 男篇（2000年12月15日、2001年1月15日、シャープ）[4]
- ポカリスエット 氷河編（2002年7月10日、大塚製薬）
- 富士通
- サークルK

### ラジオ番組
- The Burn（2004年4月3日放送開始、FMヨコハマ）- チームマンゴーの一員 ※出演日不明

## 写真集
- プラヤ＋バニージャ 中村竜フォトプロファイル（1996年、主婦と生活社）